# Tinthana
Tinthana (nep. तीनथाना) – gaun wikas samiti w środkowej części Nepalu w strefie Bagmati w dystrykcie Katmandu. Według nepalskiego spisu powszechnego z 2001 roku liczył on 1375 gospodarstw domowych i 5992 mieszkańców (2872 kobiet i 3120 mężczyzn).